# Omar Fayed
Omar Fayed (arabisch عمر الفايد, DMG ʿUmar al-Fāyid; * Oktober 1987) ist ein ägyptischer Umweltschützer und Verleger. Er ist CEO von ESTEE (Earth Space Technical Ecosystem Enterprises) mit Sitz in der Schweiz und in Großbritannien, das sich für die Erforschung des Weltraums durch den Menschen, die Besiedlung des Weltraums und eine nachhaltige menschliche Entwicklung innerhalb der Biosphäre einsetzt. Er ist Mitbegründer und CEO von EarthX, einem Unternehmen für Datenvisualisierung und Kartierung, das auf dem World Wind Project der NASA basiert. Er ist Vorsitzender von Synergetic Press mit Sitz in New Mexico und Fellow des Institute of Ecotechnics.
Fayed wurde 2009 in der „Power 100“-Liste des Arabian Business-Magazins auf Platz 75 geführt.

## Frühes Leben
Fayed wurde in London, England, als Sohn des finnischen Models Heini Wathén und des ägyptischen Geschäftsmanns Mohamed Al-Fayed geboren. Der ägyptische Filmproduzent Dodi Al-Fayed war sein Halbbruder.

## Karriere
Fayed begann als Teenager mit dem Handel von Rohstoffen. Im Jahr 2006, im Alter von 19 Jahren, wurde er in den Vorstand von Harrods und in zehn Tochterunternehmen berufen, darunter der FC Fulham und das Ritz Hotel in Paris. Es wurde erwartet, dass Fayed den Vorsitz von Harrods übernehmen würde, doch er trat 2009 zurück, um sein MBA-Studium fortzusetzen. Er äußerte den Wunsch, sich stattdessen auf ökologisches Unternehmertum zu konzentrieren, und sagte in einem Interview, dass „die Konsumkultur nichts Positives für die Zukunft der Menschheit bewirkt“. Sein Vater Mohamed Al-Fayed verkaufte Harrods im Jahr 2010 an Qatar Holding, den Staatsfonds des Emirats Katar, für 1,5 Milliarden Pfund (2,3 Milliarden Dollar).
Fayed ist Vorsitzender von Biotecture, einem Anbieter von modularen grünen Wandsystemen, der großflächige lebende Wände für den Walkie Talkie-Wolkenkratzer in der Londoner City und die Veolia-Recycling- und Energierückgewinnungsanlage in Leeds gebaut hat. Im Jahr 2014 gründete er Living City, eine Initiative zur Vernetzung und Beratung von grünen Unternehmen und Regierungsprojekten.
Omar Fayed ist Direktor des Ritz Hotel Paris und des Satiremagazins Punch. Punch stellte 2002 seine gedruckte Ausgabe ein. Fayed veröffentlicht weiterhin Punch-Beiträge über Facebook, als Herausgeber der Seite.
Er war 2015 ausführender Produzent des Dokumentarfilms The Sunshine Makers über die Herstellung der psychedelischen Substanz LSD in den 1960er Jahren.